# Елескин, Сергей Валентинович
Сергей Валентинович Елескин (3 января 1969) — советский и казахстанский футболист, выступал на позиции защитника. Сыграл 1 матч за сборную Казахстана.

## Биография

### Клубная карьера
На взрослом уровне начинал играть в 1989 году в составе клуба любительской лиги «Булат» (Темиртау). В 1990 году отыграл за команду 34 матча во второй низшей лиге СССР (D4). В 1991 году выступал за другой клуб четвёртого дивизиона «Кубань» (Бараниковский). После распада СССР вернулся в «Булат», с которым провёл четыре сезона в высшей лиге Казахстана. Затем выступал за другие клубы высшей лиги «Шахтёр» (Караганда), «Акмола» и «Восток-Алтын». После завершения сезона 1999 приостановил игровую карьеру.
Вернулся в футбол в 2003 году, играл за клуб «Булат», который на тот момент выступал в первой лиге. В 2004 году стал с командой победителем первой лиги, но в следующем сезоне провёл лишь один матч за основной состав в высшей лиге, в основном выступая в первой лиге за фарм-клуб. В 2006 году, после вылета команды из высшей лиги, отыграл ещё один полноценный сезон в первой лиге, после чего завершил карьеру.

### Карьера в сборной
Единственный матч за сборную Казахстана провёл 29 декабря 1995 года, выйдя на замену на 70-й минуте в товарищеской встрече со сборной Саудовской Аравии.